# Kopierpresse
Eine Kopierpresse diente zum Vervielfältigen von tintengeschriebenen Papiervorlagen in geringer Auflage. Sie wurde 1780 von James Watt (1736–1819) zum Patent angemeldet und wird daher auch als Wattsche Presse bezeichnet.

## Geschichtlicher Hintergrund
Das Allgemeine Deutsche Handelsgesetzbuch verpflichtete seit 1862 alle Kaufleute, eine „Kopie oder Abschrift“ der von ihnen versandten Handelsbriefe aufzubewahren (heute: § 238 Absatz 2 Handelsgesetzbuch). Um die Originale nicht personal- und zeitaufwändig abschreiben zu müssen, wurden mechanische Kopiermaschinen eingesetzt. Die Kopierpresse wurde noch bis weit ins 20. Jahrhundert in vielen Büros verwendet. Für höhere Auflagen wurde die Kopierpresse zunehmend durch Mimeographen und Hektographen abgelöst. Heute können Kopien in beliebiger Auflage durch Fotokopierer oder völlig papierlos durch das Kopieren von Digitalisaten hergestellt werden.

## Funktionsweise

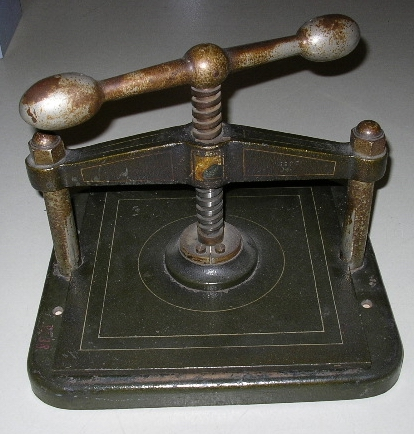
Eiserne Kopierpresse, Ende des 19. Jahrhunderts. Focke-Museum, Bremen.

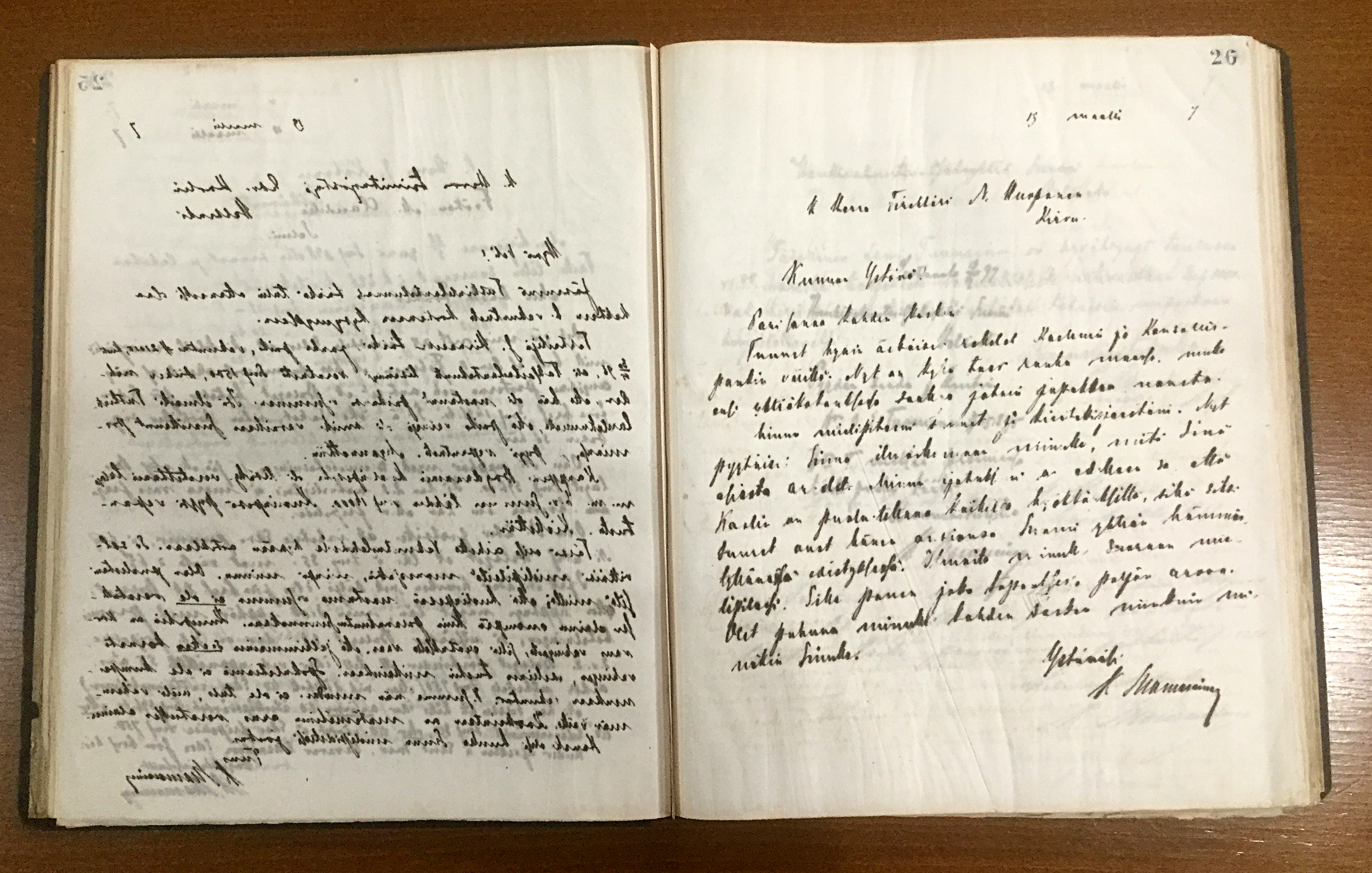
Mit einer Kopierpresse angefertigte Briefe im Kopierbuch (Nationalbibliothek, Handschriftensammlung, Helsinki). Beim Öffnen des Kopierbuchs ist links der kopierte Brief spiegelverkehrt sichtbar, rechts ein weiterer Brief, der durch das Seidenpapier hindurch in seiner Originalform sichtbar ist.

Das zu kopierende, mit Spezialtinte oder Kopierstift beschriebene Schriftstück wurde auf ein Blatt Wachspapier gelegt und mit ungeleimtem Seidenpapier bedeckt, das entweder vorher befeuchtet oder wiederum mit einem Stück feuchten Baumwollstoff bedeckt wurde. Schließlich legte man noch ein weiteres Blatt Wachspapier darauf und setzte das Ganze zwischen den beiden Metallplatten einer fest angezogenen Spindelpresse (in der auch zahlreiche Lagen Kopiergut gleichzeitig gepresst werden konnten) einem hohen Druck aus. Die Tinte wurde durch die Feuchtigkeit angelöst und drang durch das Seidenpapier hindurch, so dass die Schrift auf der Rückseite seitenrichtig sichtbar wurde. In den Kontoren am Ende des 19. Jahrhunderts ließ man gewöhnlich die im Laufe des Tages geschriebene Korrespondenz über Nacht in der Presse, entnahm die Briefbögen und sammelte die Kopien schließlich in gebundenen Kopierbüchern. Eine einfachere Variante des Kopierapparats bestand aus zwei durch Scharniere miteinander verbundenen Druckplatten, die mit Bügeln überspannt waren und durch Hebelschlösser gegeneinander gepresst wurden (Soennecken, um 1900). Daneben gab es um 1900 auch schon maschinelle Apparate, die auf langen Gazebahnen, die über beheizte Trommeln liefen, bis zu 1000 Kopien pro Stunde lieferten.
Mit guter Kopiertinte können etwa drei Abzüge gemacht werden. Mit stark konzentrierter Tinte und mit Seidenpapier, das mit speziellen Lösungen getränkt wird, können bis zu 20 Abzüge angefertigt werden. Das Seidenpapier kann nach dem Kopiervorgang auf dickeres Papier geklebt werden, damit die Kopie besser lesbar und haltbarer wird.

## Nachweise
1. ↑  Link Reisepresse 1877 (Memento vom 9. November 2014 im Internet Archive)
2. ↑  Artikel Kopierpresse in Meyers Konversationslexikon, 1907